# Jan Filon Woronicz
Jan Filon Woronicz herbu Pawęza – podstarości piński w latach 1692–1700, wojski piński w latach 1673–1703, podstoli piński w latach 1674–1676, skarbnik kijowski w latach 1667–1673, sędzia grodzki piński w latach 1668–1670.
Poseł na sejm konwokacyjny 1668 roku z powiatu pińskiego. Był członkiem konfederacji generalnej zawiązanej 5 listopada 1668 roku na tym sejmie. Poseł piński na sejm zwyczajny pacyfikacyjny 1699 roku. Jako poseł na sejm konwokacyjny 1674 roku z powiatu pińskiego był członkiem konfederacji generalnej zawiązanej 15 stycznia 1674 roku na tym sejmie. 